# Lia Boysen
Lia Marika Boysen, född 6 april 1966 i Köpenhamn, är en svensk skådespelare och restauratör.

## Biografi
Lia Boysen har en dansk far och en svensk mor. Hennes moster Madeleine Hatz och morfar Felix Hatz är konstnärer, och mostern Elizabeth Hatz är arkitekt. Boysen växte de första åren upp i Köpenhamn, där hon bodde med sin mamma. Hennes mormors far är Carl Gotthard Bonde på Eriksbergs slott. Boysen har en halvsyster på sin mors sida, Rakel Hatz, som medverkat i TV-programmet Toppmäklarna.
Lia Boysen är i stort sett självlärd som skådespelare. Det stora genombrottet kom med Peter Birro och Lukas Moodyssons TV-serie och film Det nya landet år 2000 för vilken hon nominerades till en Guldbagge. Hon belönades 2006 med en Guldbagge för bästa kvinnliga biroll i filmen Sök. Boysen har även arbetat med utlandsproducerade filmer, bl.a. Les grandes personnes – De vuxna (2008) och Rende-vous à Kiruna (2012).
Hon har även arbetat som uppläsare för ljudböcker, bland annat Liza Marklunds Asyl och Gömda. Sommaren 2016 medverkade hon i TV-serien Stjärnorna på slottet som sändes i januari 2017.
Boysen var 1997–2012 gift med skådespelaren Anders Ekborg och de har två döttrar tillsammans.
Med sin sambo Per Broman öppnade hon 2020 det annorlunda, året-runt-öppna våffelbruket och kulturgalleriet Vår fru i Visby.

## Filmografi (i urval)
- 1988 – Xerxes (TV-serie)
- 1990 – Storstad (TV-serie)
- 1991 – Mord och passion (TV-serie)
- 1994 – Yrrol
- 1997 – OP7 (TV-serie)
- 1997 – En doft av paradiset
- 1999 – Kärlekens mirakel (dokumentär)
- 2000 – Det nya landet (TV-serie)
- 2001 – Livvakterna
- 2001 – Kattbreven
- 2002 – Stora teatern (TV-serie)
- 2003 – De drabbade (TV-serie)
- 2003 – Paragraf 9 (TV-serie)
- 2003 – Raid
- 2004 – Falla vackert
- 2004 – Danslärarens återkomst (TV-serie)
- 2006 – Möbelhandlarens dotter (TV-serie)
- 2005 – Sandor slash Ida
- 2006 – Bota mig! (TV-serie)
- 2006 – Den som viskar (TV-serie)
- 2006 – När mörkret faller
- 2006 – Sök
- 2007 – Pyramiden
- 2007–2020 – Kommissarien och havet - I denna stilla natt (TV-serie)
- 2008 – Gud, lukt och henne
- 2008 – Les grandes personnes - De vuxna
- 2009 – Wallander – Dödsängeln
- 2009 – Olycksfågeln
- 2012 – Dom över död man
- 2013 – Hemma
- 2013 – LasseMajas detektivbyrå – von Broms hemlighet
- 2014 – Miraklet i Viskan
- 2015 – Jordskott (TV-serie)
- 2017 – Stjärnorna på slottet (TV-serie)
- 2017 – Fallet (TV-serie)
- 2020 – Lasse-Majas detektivbyrå – Tågrånarens hemlighet
- 2021 – Alla utom vi (TV-serie)
- 2021 – Två systrar (TV-serie)
- 2021 – The Outlaws
- 2021 – Den osannolika mördaren (TV-serie)
- 2023 – Hela kändis-Sverige bakar – säsong 10 (TV-serie)

## Teater

### Roller (ej komplett)
| År   | Roll             | Produktion                                              | Regi           | Teater             |
| ---- | ---------------- | ------------------------------------------------------- | -------------- | ------------------ |
| 1987 | Bybo             | Miraklet (The Well of the Saints) John Millington Synge | Johan Huldt    | Turteatern         |
| 1996 | Ginny            | Toffelhjältar Alan Ayckbourn                            | Anders Albien  | Nöjesteatern       |
| 2007 | Ann              | Alla mina söner (All my sons ) Arthur Miller            | Björn Melander | Teater Västmanland |
| 2018 | Desirèe Armfeldt | Sommarnattens leende Ingmar Bergman                     | Hugo Hansén    | Romateatern        |